# Gelasinospora cerealis
Gelasinospora cerealis är en svampart som beskrevs av Dowding 1933. Gelasinospora cerealis ingår i släktet Gelasinospora och familjen Sordariaceae.   Inga underarter finns listade i Catalogue of Life.